# ワグナー事件
ワグナー事件（ワグナーじけん）或いはミュールハウゼン虐殺事件（Massenmord in Mühlhausen）は、1913年9月4日にドイツ帝国・ヴュルテンベルク王国のミュールハウゼン村（現在のドイツ連邦共和国・バーデン＝ヴュルテンベルク州ミュールアッカー市（Mühlacker）の一部）で発生した大量殺人事件。
日本では、1938年5月21日に津山三十人殺しが発生した際、この事件と多くの共通点が指摘された。

## 犯人エルンスト・アウグスト・ワグナー
エルンスト・アウグスト・ワグナー（Ernst August Wagner）は、1874年9月22日、ヴュルテンベルク王国のエグロスハイム（Eglosheim）という村で、貧農の家の10人中9番目の子として生まれた。父は飲酒好きでうぬぼれの強い性格、そして母はいつも愚痴をこぼす陰険な性格で、性的にだらしがなかったといわれる。ワグナーが2歳の時に父が他界、母は別の農夫と再婚するがワグナーが7歳の時に離婚、一家は極貧状態に陥った。ワグナーは、学校の成績は優秀で活発である一方、名誉欲が強く、異性への関心も早くから示し、18歳ごろからはオナニー癖により、コンプレックスを抱くようになったともいわれる。
20歳で教員試験に合格したワグナーは、各地の国民学校で教鞭をとるようになった。この頃のワグナーは、周囲からは「礼儀正しく、おだやかで、親しみがもてる」人物と見られていたが、内面では上昇志向が強く、他人を軽蔑し、知識人を気取って「標準ドイツ語」で話すのを好むなど、過剰な自意識を抱いていたようである。また、文学への関心も強く、この頃から多くの詩や戯曲を執筆し始めている。
1901年、ワグナーは事件発生現場となったミュールハウゼン村に教員として赴任し、そこで居酒屋の娘と関係を持ち、妊娠させてしまう。ワグナーは彼女に愛情を抱いていなかったが、娘に結婚を迫られたうえ、周囲からの勧めもあり最終的には結婚に同意する。また、この件はワグナーの上司の知るところとなり、翌年、ワグナーは別の村に転任させられた。事件前年の1912年には、ワグナーはシュトゥットガルト近郊のデガーロッホ（Degerloch）に転任し、家族とそこに住んだ。

## 犯行
1913年9月4日の朝5:00ごろ、デガーロッホの自宅で、ワグナーは最初に妻を、それから自分の4人の子供を次々と刺殺した。
その後、自転車でシュトゥットガルト市に向かったワグナーは、午前8:10分発の列車で、そこから12kmほど北にある都市ルートヴィヒスブルク市に向かった。自転車は手荷物として預けたが、銃3丁、実弾500発以上、拳銃2丁、革のベルト、縁なし帽などを旅嚢内に、さらにリボルバー1丁を上着の内側に携行していた。
ルートヴィヒスブルクで軽い食事を済ませたワグナーは、午前11:00ごろ、そこに住む親戚の家を訪れ「これからミュールハウゼン村に行っている子供たちを迎えに行く」と告げている。その後、近くの駅から、午後1:00発の列車でビーティッヒハイム市（Bietigheim-Bissingen）へ到着したワグナーは、夕方7:00ごろには自転車でビーティッヒハイムを出発、夜11:00ごろにミュールハウゼン村へ到着した。
村に到着したワグナーは、村のあちこちで放火、炎から逃げ出して来た人々を無差別に銃撃し、9名を殺害、12名に重傷を負わせた。ワグナーは男性のみを殺害しようと考えていたが、死者に女性が含まれていることを後に知って非常に後悔したという。また、村の家畜数匹も負傷した。被害者の大半は心臓を撃ち抜かれていた。ワグナーは、警官2人と怒り狂った村の住人達に打ち倒され、重傷を負って捕らえられた。この時の負傷により後に、ワグナーは左腕の切断手術を受けている。
ワグナーはハイルブロン市の未決監に拘留された。そこでの尋問で、ワグナーがさらに自分の姉とその一家も殺害しようとしていたこと、そして最後にルートヴィヒスブルク城（Residenzschloss Ludwigsburg）で銃により自殺しようとしていたことが明らかになった。

## 犯行の動機
ハイルブロンで行われた審理や、精神科医による精神鑑定により、ワグナーの一連の凶行の動機が明らかになった。ワグナーの供述によれば、ミュールハウゼン村に教師として赴任した時に、酒に酔って獣姦行為を行ったという。ワグナーは自分のその行為が村の住人に知られるようになり、自分が嘲笑され、迫害されていると思い込むようになった。そこでワグナーは家族を道連れにして自殺する決意を固め、さらに村の住民達へ復讐しようと企てたのであった。子供達を最初に殺害したのは、自分の死後、彼らが生きてゆくのを不憫に思ったためだという。
しかし、事件後もワグナーの獣姦行為を証言する者は一人も現れなかった。ワグナーは獣姦行為が人に知られるのを恐れていたが、それを最初に明らかにしたのは結局自分自身であった。また、ワグナーの獣姦行為については、ワグナーが死ぬまで詳細を語ることを拒んだため、実際どのようにそれが行われたのか、本当にワグナーがそのような行為を行ったのか、もはや確認することは不可能である。

### 責任能力の欠如により免責
判事は偏執病により責任能力がないことを認め、ワグナーは免訴された。ワグナーは1914年2月4日、ヴィンネンデン（Winnenden、シュトゥットガルトの約20km北の都市）の療養所の一人部屋に収監された。ヴュルテンベルクの司法史上、被告人が責任能力の欠如により免訴されたのはこれが初めてであった。
ワグナーは死刑を望んでいたため、自分の精神鑑定を行った精神科医を憎悪したという。

## 事件後
ドイツの作家ヘルマン・ヘッセは、1919年に発表した小説『クラインとワグナー』（"Klein und Wagner"）でこの事件について言及している。 また、オーストリアの作家フランツ・ヴェルフェルは、精神病者が主人公の戯曲『沈黙の人』（"Der Schweiger"）を1923年に発表したが、ワグナーはこれを自分の戯曲の盗作だと激しく非難した。
ワグナーは療養所内でも多くの戯曲を自ら執筆した。ワグナーはそれらをマンハイム市の国立劇場の館長に送り、劇場での上演作品として提供したが上演は断られた。ワグナーは1938年、収監先の療養所で結核により死亡した。